# (1537) Transylvania
(1537) Transylvania est un astéroïde de la ceinture principale.

## Description
(1537) Transylvania est un astéroïde de la ceinture principale. Il fut découvert le 27 août 1940 à l'observatoire Konkoly par Gyula Strommer. Il présente une orbite caractérisée par un demi-grand axe de 3,05 UA, une excentricité de 0,30 et une inclinaison de 3,9° par rapport à l'écliptique.

## Nom
Il a été nommé d'après la région de Transylvanie, de l'ancien empire hongrois et dans laquelle, le découvreur, Gyula Strommer est né.

## Compléments